# Neomymar mirabilicorne
Neomymar mirabilicorne är en stekelart som först beskrevs av Dmitriy Alekseevich Ogloblin 1939.  Neomymar mirabilicorne ingår i släktet Neomymar och familjen dvärgsteklar. Inga underarter finns listade i Catalogue of Life.